# 大同鼓楼
40°05′25″N 113°17′43″E / 40.09028°N 113.29528°E
大同鼓楼是明、清大同城的鼓楼，为一座三重檐十字歇山顶过街楼阁式建筑。位于平城区大南街南段，始建于明代，清代多次修缮，是明清楼阁式建筑的代表。

## 历史
大同鼓楼始建于明代，具体年代不详，应与钟楼相配而建，起报时之用。清顺治、乾隆、咸丰年间均有修缮。根据《大同县志》记载，明代的大同，楼阁林立，东有和阳街之太平楼，西有清远街之钟楼，北有武定街之魁星搂，南有永泰街之鼓楼。至今只有鼓楼幸存。1966年4月23日，鼓楼被定为第一批大同市文物保护单位。1978年秋，大同市对鼓楼进行了维修，对十字穿心门洞实施了封闭，并拓展楼旁道路。1985年，又进行了全面彩绘。1996年，鼓楼成为山西省文物保护单位。

## 建筑

### 形制结构
鼓楼平面近正方形，面阔、进深各三间，高约20米，东西长约18米，南北宽约14米。底层以青石砌四角，中有十字穿心门洞。上方为砖木结构楼阁三层，各出飞檐，檐下置斗栱，最上层为十字歇山顶。各层四面辟门，周置回廊，外设杆栏。顶楼上原先架放一面大鼓，用于晚间报时，现已不存。

### 牌匾和碑刻
当时，鼓楼四面均悬挂有牌匾：
- 南面，上匾书“鼓楼”，下匾书“声闻四达”；
- 东面，上匾书“歌风”，下匾书“云开春晓”；
- 西面，上匾书“振德”，下匾书“和声鸣盛”；
- 北面，上匾书“时雍”，下匾书“蟾云就月”；

下层檐下还有“天理昭彰”匾额一方。原匾无存，现时悬挂的匾额为后人书写。
鼓楼北口东西两柱上，曾镌刻有对联一幅，传为康熙帝御笔：
- 上联：“世事让三分，天宽地阔”，
- 下联：“心田留一点，子耘孙耕”。

此外，底层外檐廊下存有清代顺治、康熙、咸丰年间的维修碑记，共九通，是研究鼓楼建置的重要资料。

## 保护
1966年4月23日，鼓楼公布为第一批大同市文物保护单位。
1996年1月12日，大同鼓楼升格为第三批山西省文物保护单位，编号3-136。
2019年10月7日，大同鼓楼升格为第八批全国重点文物保护单位，编号8-0235-3-038。
- 1907年的鼓楼，南面观
- 1940年左右的鼓楼，拍摄自南侧
- 1999年的鼓楼
- 2007年的鼓楼，可见新悬挂之牌匾
- 2013年的鼓楼西面
- 2013年的鼓楼南面
- 2013年的鼓楼东面
- 二层
- 顶层
- 顶层
- 斗栱
- 斗栱

## 参观服务
大同鼓楼已于2012年4月26日向公众开放，游客可购票登楼参观。